# Тарбеево (Нижегородская область)
Тарбеево — деревня в составе Большеарьевского сельсовета в Уренском районе Нижегородской области.

## География
Находится на расстоянии примерно 12 километров по прямой на северо-восток от районного центра города Урень.

## История
Деревня основана во второй половине XVIII века. До 1768 года относилась к главной дворцовой канцелярии, потом Придворной конторы, с 1797 крестьяне стали удельными. Население было старообрядцами спасова согласия и поморцами одночашечниками. В 1856 году учтено было дворов 17 и жителей 145. В 1916 году было учтено 56 дворов и 301 житель. В советское время работал колхоз «Красный трудовик», имелась начальная школа и клуб. В 1978 году было 40 дворов и 116 жителей, а 1994 — 37 и 79 соответственно.

## Население
Постоянное население составляло 51 человек (русские 100 %) в 2002 году, 25 — в 2010.